# Огун (щат)
Огун е един от 36-те щата на Нигерия. Населението му е 4 054 272 жители (прибл. оценка 2005 г.), а площта 16 762 кв. км. Създаден е на 3 февруари 1976 г. Щатът е разделен допълнително на 20 местни правителствени зони. Намира се в часова зона UCT+1. Административен център е град Абеокута.